# Centro Universitário Fluminense
O Centro Universitário Fluminense (UNIFLU) é uma instituição educacional de nível superior privada brasileira, sediada em Campos dos Goytacazes, RJ. mantido pela Fundação Cultural de Campos (FCC), entidade jurídica de direito privado, com sede na Rua Tenente Coronel Cardoso, 349, no Centro de Campos, CEP: 28013-460. O UNIFLU foi criado por transformação das três Faculdades mantidas pela Fundação Cultural de Campos: Faculdade de Direito de Campos, Faculdade de Filosofia de Campos e Faculdade de Odontologia de Campos, pelo nº 3.433, de 22/10/2004, publicado no Diário Oficial em 25/10/2004.
A Rádio Educativa (FM 107.5), na cidade de Campos dos Goytacazes, é um veículo de comunicação gerido pela Fundação Cultural de Campos e pelo UNIFLU. Durante a programação diária a seleção musical é variada, mas com ênfase em música brasileira; colocando ao lado da MPB diferentes estilos de música nacional e, também, internacional.

## Cursos de graduação
- Arquitetura e Urbanismo - (Campus II - Filosofia de Campos)
- Artes Visuais - (Campus II - Filosofia de Campos)
- Direito - (Campus I - Direito de Campos)
- Jornalismo - (Campus II - Filosofia de Campos)
- Letras  - (Campus II - Filosofia de Campos)
- Matemática - (Campus II - Filosofia de Campos)
- Odontologia - (Campus III - Odontologia de Campos)
- Pedagogia  - (Campus II - Filosofia de Campos)
- Turismo - (Campus II - Filosofia de Campos)

## Cursos Tecnológicos
- Comércio Exterior
- Gestão de Recursos Humanos
- Logística
- Marketing
- Secretariado Executivo

## Cursos de Pós Graduação
- Administração Educacional
- Animação Sociocultural
- Arte Educação e Produção Cultural
- Arteterapia
- Assessoria de Comunicação
- Ciências da Religião
- Direito Civil
- Direito do Trabalho
- Gestão e Logística
- Gestão Ambiental
- História do Brasil e África
- Libras
- Línguas Portuguesa/Espanhola/Inglesa
- Ortodontia
- Orientação Educacional
- Planejamento e Gestão de Marketing
- Psicopedagogia e Gestão: pessoas, instituições e processos
- Supervisão Educacional